# Sarkadkeresztúr
Sarkadkeresztúr là một thị trấn thuộc hạt Békés, Hungary. Thị trấn này có diện tích 35,3 km², dân số năm 2010 là 1578 người, mật độ 45 người/km².